# Gare de Berlin-Wedding
La gare de Berlin Wedding est une gare ferroviaire à Berlin sur le Ringbahn. Elle est située dans le quartier éponyme dans l'arrondissement de Mitte. Ouverte le 1er mai 1872, il s'agit de la plus ancienne gare du Ringbahn.

## Galerie de photographies

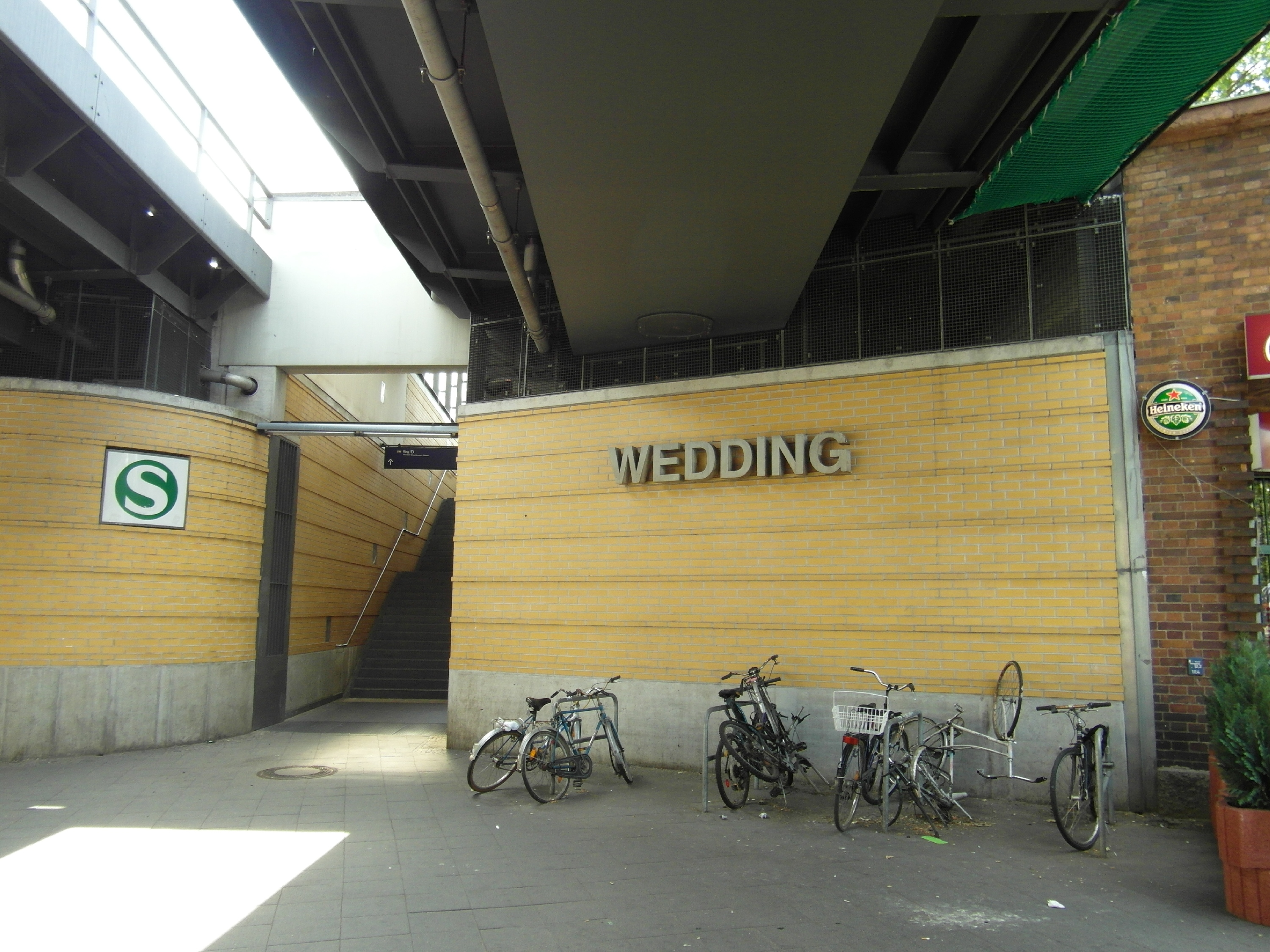
Entrée de la gare
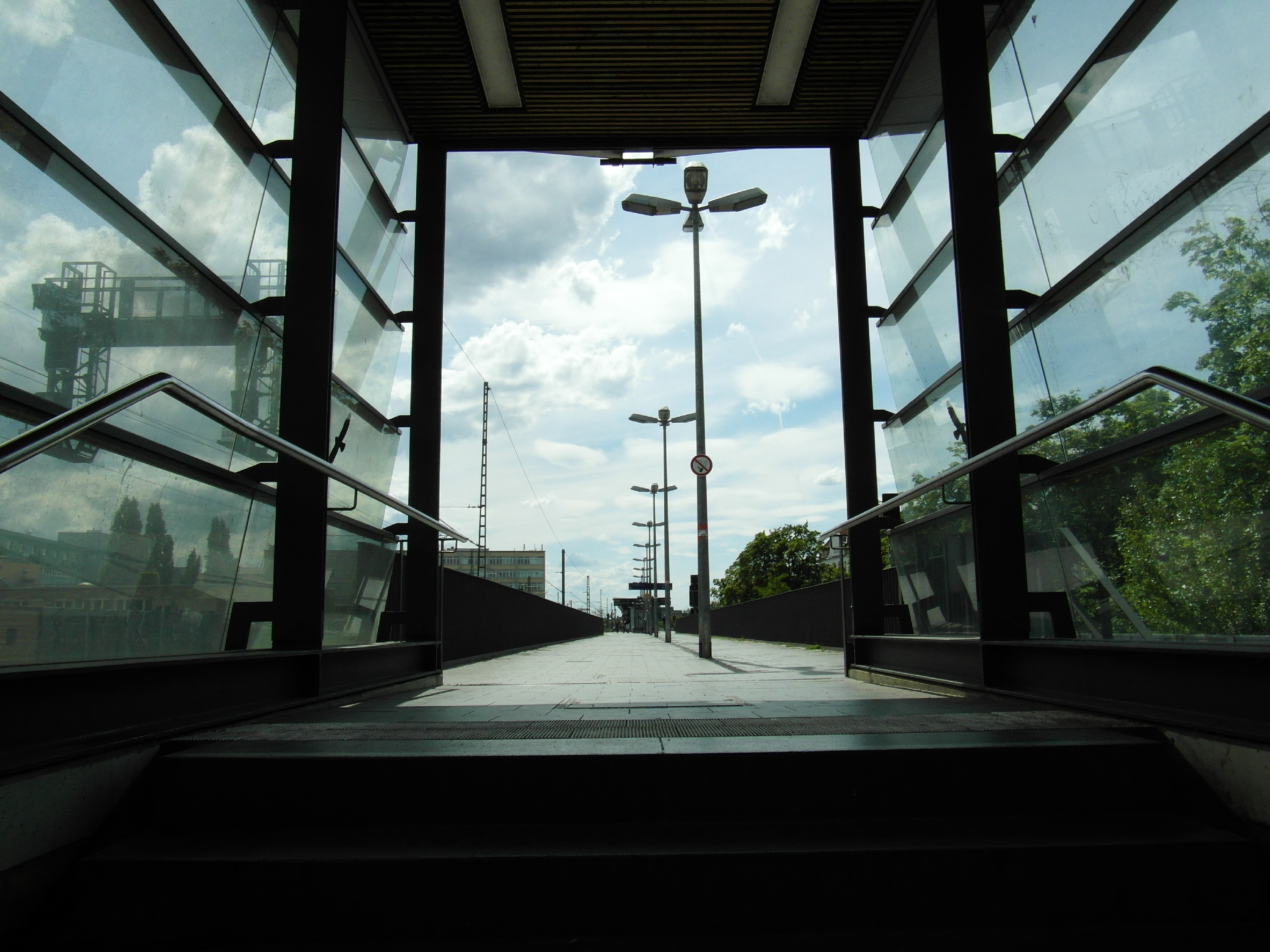
Passerelle menant à la gare
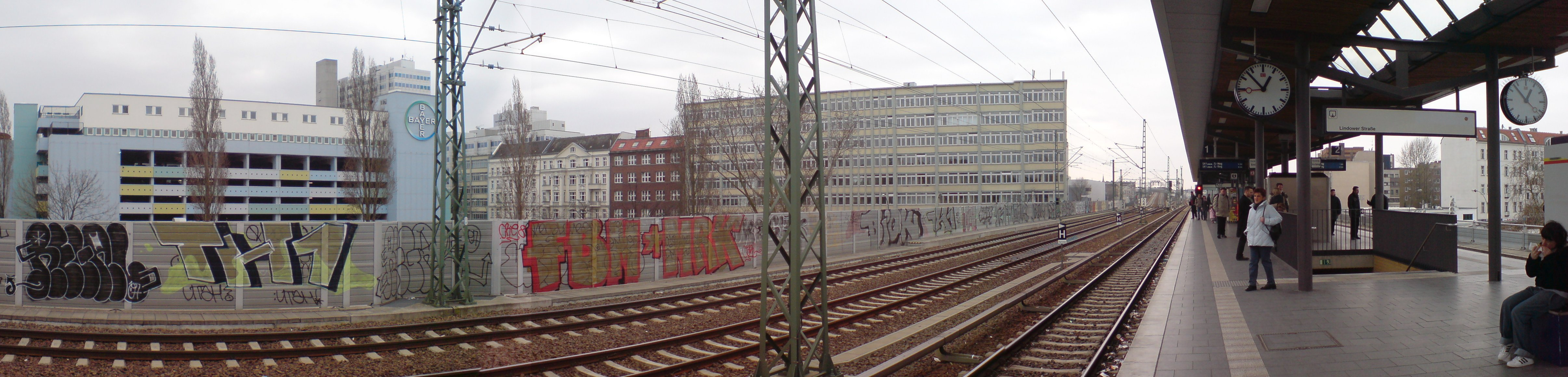
Panorama